# Liste des aéroports abandonnés au Canada
Ceci est une liste des aéroports abandonnés au Canada qui à un moment donné était assez important pour être dans cette liste. La plupart de ceux-ci apparaissent dans la catégorie anglaises des aéroports abandonnés au Canada.  Cette liste est triée par province et territoire.

## Alberta
- Aéroport Acme (en)
- Aéroport Andrew (en)
- Aéroport Bjorgum Farm (en)
- Aéroport Cadotte (en)
- Héliport Calgary (Alberta Children's Hospital)
- Aérodrome Caroline (en)
- Aéroport Chinchaga (en)
- Aéroport Conklin (en)
- Aéroport Cowpar (en)
- Aérodrome Didsbury (Vertical Extreme Skydiving) (en)
- Aéroport Edmonton City Centre (Blatchford Field) (en)
- Edmonton/St. Albert Airport (en)
- Aéroport Embarras (en)

- Hydroaérodrome Fitzgerald (Fort Smith) (en)
- Hydroaérodrome Fort Chipewyan/Small Lake (en)
- Aéroport Grimshaw
- Aéroport Grist Lake (en)
- Aéroport Milk River (Madge) (en)
- RCAF Station High River (en)
- RCAF Station Pearce (en)
- Aérodrome St. Lina (en)
- Aéroport St. Francis (en)
- Aéroport Steen Tower (en)
- Turner Valley Bar N Ranch (en)
- RCAF Station Vulcan (en)
- Aéroport Zama (en)

## Colombie-Britannique
- Canadian Forces Station Ladner
- Hydroaérodrome Finlay Bay (en)
- Hydroaérodrome Fort Graham (en)
- Aéroport Fort Nelson/Mobil Sierra (en)
- Héliport Fort St. John (Hospital)
- Aéroport Fort St. John/Tompkins Mile 54 (en)
- Aérodrome Kahntah (en)
- Minoru Park (en)
- Minoru Park (Richmond)
- Hydroaérodrome Mission (en)
- Héliport Mission (Memorial Hospital)
- Héliport Mission (Public Safety)
- Aérodrome Mission Water
- Hydroaérodrome Poplar Beach Resort (en)
- Aéroport Prince George (North Cariboo Air Park) (en)
- Héliport Prince Rupert (Hospital)
- Aéroport Scar Creek (en)
- Hydroaérodrome Sechelt/Porpoise Bay (en)
- Héliport Stewart (Health Centre)
- Aérodrome Takla Narrows (en)
- Héliport Tofino (Hospital)

## Île-du-Prince-Édouard
| - Aéroport Grand River - RCAF Station Charlottetown | - RCAF Station Mount Pleasant - CFB Summerside |

## Manitoba
| - Aéroport d'Arnes (en) - Canadian Forces Base Portage la Prairie (en) - Aéroport Gilbert Plains (en) | - Aéroport Hartney (en) - Aéroport Ste. Rose du Lac (en) - Aéroport Virden (West) (en) |

## Nouveau-Brunswick
- RCAF Station Pennfield Ridge (en)

## Nouvelle-Écosse
| - Aéroport Apple River (en) - Aéroport Amherst (en) - Hydroaérodrome Fancy Lake (en) - Aéroport Middle Stewiacke (en) | - Aéroport Saunders Park (en) (Halifax Civic) - Aéroport Tatamagouche (en) - Aéroport Valley (en) - Hydroaérodrome Waverley/Lake William (en) |

## Nunavut
| - Frobisher Bay Air Base - Aéroport Lupin | - Aéroport Nanisivik |

## Ontario
- Armour Heights Field (en) (Toronto)
- Aéroport Atwood (en)
- Barker Field (en) (Toronto)
- Hydroaérodrome Barrie/Little Lake (en)
- Héliport Brampton (National "P")
- Hydroaéroport Chapleau (en)
- Downsview Airfield (Toronto)
- Aéroport Dunnville (en)
- Aéroport Durham (Mulock) (en)
- Aéroport Ear Falls (en)
- Aéroport Eagle River (en)
- Aérodrome Grand Valley North
- Aérodrome Grand Valley (Madill Field) (en)
- Aéroport Killaloe/Bonnechere (en)
- Aéroport Kincardine (Ellis Field) (en)
- Aéroport King City (en)
- Kingston Airfield (en)
- Aérodrome Leaside (en) (RCAF Station Leaside)
- Aérodrome Leaside (en) (Toronto)
- Aérodrome Long Branch (en) (Toronto)
- Aéroport Maple (en) (Vaughan, Ontario)
- Hydroaérodrome Nakina/Lower Twin Lake (en)
- Aéroport New Liskeard (en)
- Aéroport New Lowell (en)
- Aéroport Nobleton (en)
- Aéroport Norwood (en)
- Aérodrome Orangeville/Laurel
- Aéroport Port Elgin (Pryde Field)
- RCAF Detachment Alliston (en)
- RCAF Detachment Edenvale
- Piste d'atterrissage Selkirk/Kindy (en)
- Aéroport Sioux Narrows (en)
- Héliport Sudbury (Regional Hospital)
- Aéroport Straffordville (en)
- Aéroport Terrace Bay (en)
- Aérodrome Toronto (en) (Toronto)
- Willowdale Airfield (en) (Toronto)
- Aéroport Winchester (en)
- Aéroport Windermere (en)

## Québec
| - Aéroport de Cartierville - Aéroport de Chambly - Aéroport du Lac à la Perchaude - Hydroaérodrome de Lac Gagnon - Aéroport de L'Assomption - Aéroport Lennoxville (Airview) - Hydroaérodrome Montréal/Boucherville | - Aéroport de Montréal-Sainte-Thérèse - Hydroaérodrome Mont-Tremblant-Lac Ouimet - Aérodrome d’Opinaca (aérodrome d'un projet minier) - Héliport Québec (Complexe H) - Aérodrome de Sainte-Lucie-de-Beauregard - Aérodrome de Saint-Louis - Adaport Victoria de Montréal |

## Saskatchewan
- Aéroport Beechy (en)
- Buttress, Saskatchewan (en)
- Aéroport Cluff Lake (en)
- Aéroport Cudworth (en)
- Aéroport Eastend (en)
- Aéroport Estevan/Bryant (en)
- Aéroport Ferland (en)
- Aéroport Gainsborough (en)
- Aéroport Hanley (en)
- Aéroport Hidden Bay (en)
- Aéroport Lewvan (Farr Air) (en)
- Aéroport Lumsden (Metz) (en)
- Aéroport Naicam (en)
- Aéroport North Battleford/Hamlin (en)
- Aéroport Paradise Hill (en)
- Aéroport Spiritwood (en)
- RCAF Station Dafoe (en)
- Aéroport Redvers (en)
- Aéroport Wilkie (en)
- Aéroport Willow Bunch (en)

## Terre-Neuve-et-Labrador
| - Aérodrome Bay d'Espoir - Ernest Harmon Air Force Base - Aérodrome Davis Inlet | - Aérodrome Hope Brook - United States Naval Station Argentia - Aéroport Saglek |

## Territoires du Nord-Ouest
| - Aéroport Colomac - Hydroaérodrome Fort McPherson | - Hydroaérodrome Fort Providence - Hydroaérodrome Hay River/Brabant Lodge |

## Yukon
| - Hydroaérodrome Faro/Johnson Lake - Hydroaérodrome Haines Junction/Pine Lake | - Hydroaérodrome Teslin |